# Dragon Age
Dragon Age is een serie van rollenspellen (RPG's) ontwikkeld door BioWare en uitgegeven door Electronic Arts. Het eerste spel in de serie, Dragon Age: Origins, kwam in 2009 uit. Sindsdien zijn er nog drie spellen in de serie uitgekomen: Dragon Age II in 2011, Dragon Age: Inquisition in 2014 en Dragon Age: The Veilguard in 2024. 
De serie staat bekend om haar grote hoeveelheid downloadbare inhoud (dlc) na release. Zo had Dragon Age: Origins acht dlc-pakketten en een uitbreiding; Dragon Age II had vier add-ons in de vorm van downloadbare inhoud.

## Spellen in de serie
| Jaar | Titel                     | Platforms                                                 |
| ---- | ------------------------- | --------------------------------------------------------- |
| 2009 | Dragon Age: Origins       | PlayStation 3, Windows, Xbox 360                          |
| 2011 | Dragon Age: Legends       | Facebook                                                  |
| 2011 | Dragon Age II             | OS X, PlayStation 3, Windows, Xbox 360                    |
| 2013 | Heroes of Dragon Age      | Android, iOS                                              |
| 2014 | Dragon Age: Inquisition   | PlayStation 3, PlayStation 4, Windows, Xbox 360, Xbox One |
| 2024 | Dragon Age: The Veilguard | PlayStation 5, Windows, Xbox Series X/S                   |